# Andreas Niniadis
Andreas Niniadis (gr.: Ανδρέας Νινιάδης; ur. 18 lutego 1971 w Tbilisi) – grecki piłkarz pochodzenia gruzińskiego występujący na pozycji pomocnika.

## Kariera klubowa
Niniadis jako junior występował w radzieckim zespole Dinamo Tbilisi. W 1991 roku został zawodnikiem gruzińskiego FC Batumi. W tym samym roku odszedł stamtąd do greckiego trzecioligowca, Pontioi Weria. Grał tam do 1994 roku, a potem przeszedł do pierwszoligowego Ethnikosu Pireus. W pierwszej lidze greckiej zadebiutował 4 grudnia 1994 w zremisowanym 0:0 meczu z Arisem Saloniki. Graczem Ethnikosu był do końca sezonu 1995/1996.
W połowie 1996 roku Niniadis przeniósł się do także pierwszoligowego Olympiakosu. W latach 1997–2003 siedem razy z rzędu zdobył z nim mistrzostwo Grecji. W 1999 roku wraz z zespołem wywalczył także Puchar Grecji. W 2004 roku odszedł do Kerkiry, również występującej w pierwszej lidze. Spędził tam sezon 2004/2005, po czym zakończył karierę.

## Kariera reprezentacyjna
W reprezentacji Grecji Niniadis zadebiutował 20 września 1995 w przegranym 0:2 towarzyskim meczu z Jugosławią, a 9 czerwca 1999 w przegranym 1:2 pojedynku eliminacji Mistrzostw Europy 2000 z Łotwą strzelił swojego pierwszego gola w kadrze. W latach 1995–2001 w drużynie narodowej rozegrał 17 spotkań i zdobył 2 bramki.